# Calséquestrine
La calséquestrine est une protéine à main EF qui stocke le calcium. Le complexe peut fixer jusqu'à 50 ions Ca2+. La protéine est localisée dans le réticulum endoplasmique des cellules, en particulier dans le réticulum sarcoplasmique des cellules musculaires et du myocarde.
Sa capacité à complexer les ions Ca2+ permet d'augmenter considérablement la concentration calcique dans le réticulum sarcoplasmique. Cette concentration élevée est normalement cytotoxique.
Elle temporise les échanges de calcium avec le cytosol.
Une maladie rare, la « myopathie due à une surcharge en calséquestrine et SERCA1 », a été exceptionnellement décrite. Ce syndrome réalise une myopathie qui serait due à un excès de calséquestrine et de SERCA1.